# Motoci, Dolj
Motoci este un sat în comuna Mischii din județul Dolj, Oltenia, România.
Satul Motoci a fost inființat în anul 1713 când un păstor Marin motocul s-a așezat cu turma de oi pe aceste locuri, fiind apoi urmat și de alti ciobani din nordul județului Dolj.
În anul 1815, satul Motoci este scutit de "podvezi și angarale" pentru a putea face "cărăușie" cu "untul, mierea și seul din Oltenia în cetatea Vidinului".
Încetul cu încetul, s-a înfiripat aici un centru negustoresc care s-a dezvoltat, locuitorii satului practicând nu numai negustoria cu ovine și produsele acestora dar și cu bovine.
Motocenii au devenit geambași și cutreierau satele și târgurile, cumprând cirezi de vite pe care le comercializau fie pe loc, fie pe la alte târguri și mai ales în Craiova. Mulți dintre ei au deschis în craiova măcelerii și "zalhanele" și fiindcă se ocupau cu sacrificarea vitelor, li s-a dat porecla de "Belivăcești".
Locuitorii comunei mai practicau si meseriile de: fierar, potcovar, cismar, croitor. Ocupațiile casnice sunt cele tradiționale, adică: torsul, cusutul, țesutul, grădinăritul. În general aceste ocupații sunt practicate pentru nevoile gospodărești.
În anul 1952, localitatea Motoci este alipită comunei Mischii, împreuna cu satul Urechești și Corbu.
În iulie 2014, satul a fost puternic inundat.